# Świat zachodni

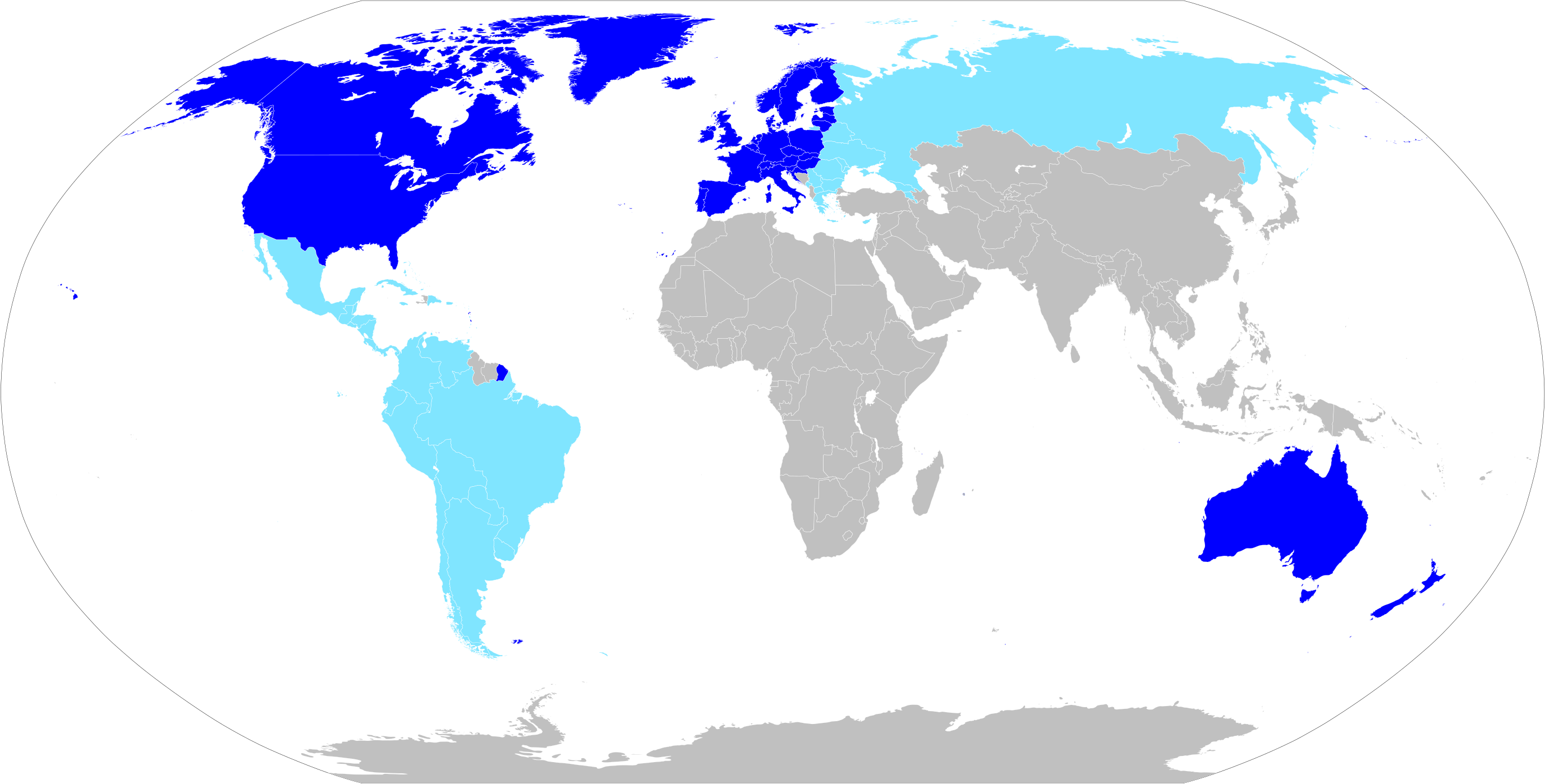
Mapa zasięgu cywilizacji zachodniej według Samuela P. Huntingtona. Ciemnoniebieski – kraje należące do cywilizacji zachodniej. Jasnoniebieski – kraje należące do bliskich zachodowi cywilizacji Ameryki Łacińskiej i Prawosławnej.

Świat zachodni, cywilizacja zachodnia, okcydent, potocznie Zachód– określenie różnych narodów i państw (cywilizacji) w regionach Europy Zachodniej, Ameryki Północnej i większości Australazji; przy czym istnieją pewne wątpliwości co do tego, czy państwa w Europie Wschodniej (w tym Polska, a także Rosja) i Ameryce Łacińskiej również zaliczają się do tej kategorii.

## Kultura
Zasady cywilizacji i kultury zachodniej wywodzą się z trzech źródeł: antyku grecko-rzymskiego, chrześcijaństwa, renesansu i oświecenia.

## Teorie cywilizacji
W teoriach cywilizacji cywilizacja zachodnia jest jedną z głównych analizowanych cywilizacji. Jej analizy przeprowadzili Arnold Toynbee, Oswald Spengler i Samuel P. Huntington, a w Polsce Feliks Koneczny, który używał własnego pojęcia cywilizacji łacińskiej, wskazując, że obok niej w Europie występują inne cywilizacje.
Zachodnią cywilizację często przeciwstawia się innym cywilizacjom: muzułmańskiej, chińskiej itp., wskazując na zachodzące między nimi konflikty.